# Шкиряк, Зорян Несторович
Зоря́н Не́сторович Шкиря́к (укр. Зорян Несторович Шкіряк; род. 14 ноября 1970, Ужгород, Закарпатская область, Украинская ССР, СССР) — украинский политический и общественный деятель, лидер гражданского объединения «Новый Киев», депутат Киевского городского совета V созыва, участник президентских выборов 2014 года. С 12 июня 2014 по 23 июля 2021 года — советник министра внутренних дел Украины Арсена Авакова.

## Биография
Зорян Шкиряк родился 14 ноября 1970 года в городе Ужгород Закарпатской области.

### Трудовая деятельность
- 1988 — санитар Центральной районной больницы города Любомль Волынской области.
- 1988—1990 — служба в рядах Советской Армии (в/ч 11038, войска ПВО ВС СССР).
- 1991—1993 — менеджер «Украинского языково-информационного центра».
- 1993—1994 — менеджер МП «Силекс».
- 1994—2000 — заместитель генерального директора по маркетингу компании «АТМ».
- 2000—2003 — заместитель генерального директора ООО «Тирас».
- 2003—2005 — генеральный директор ООО «Светлозор».
- 2006—2010 — исполнительный директор ООО «Тилли-2002».
- с 2009 года — президент аналитического центра «Новый Киев».

### Политическая деятельность
В 2002—2006 годах — депутат Шевченковского районного совета в Киеве; заместитель Андрея Семидидько — главы постоянной комиссии по вопросам молодёжной политики, гуманитарных вопросов и духовного возрождения, руководитель депутатской фракции «Наша Украина».
В 2005 году Шкиряк вступил в Народный союз «Наша Украина». В 2005—2006 годах — руководитель исполкома Шевченковской районной организации в г. Киеве политической партии Народный союз «Наша Украина». В 2006 году избран депутатом Киевского городского совета V созыва по спискам «Нашей Украины». 1 июля 2009 года заявил о выходе из партии «Наша Украина». С 2009 года возглавляет гражданское объединение «Новый Киев».
На VII внеочередном съезде Социально-христианской партии, который состоялся 21 августа 2010 года, Шкиряк был избран председателем партии.

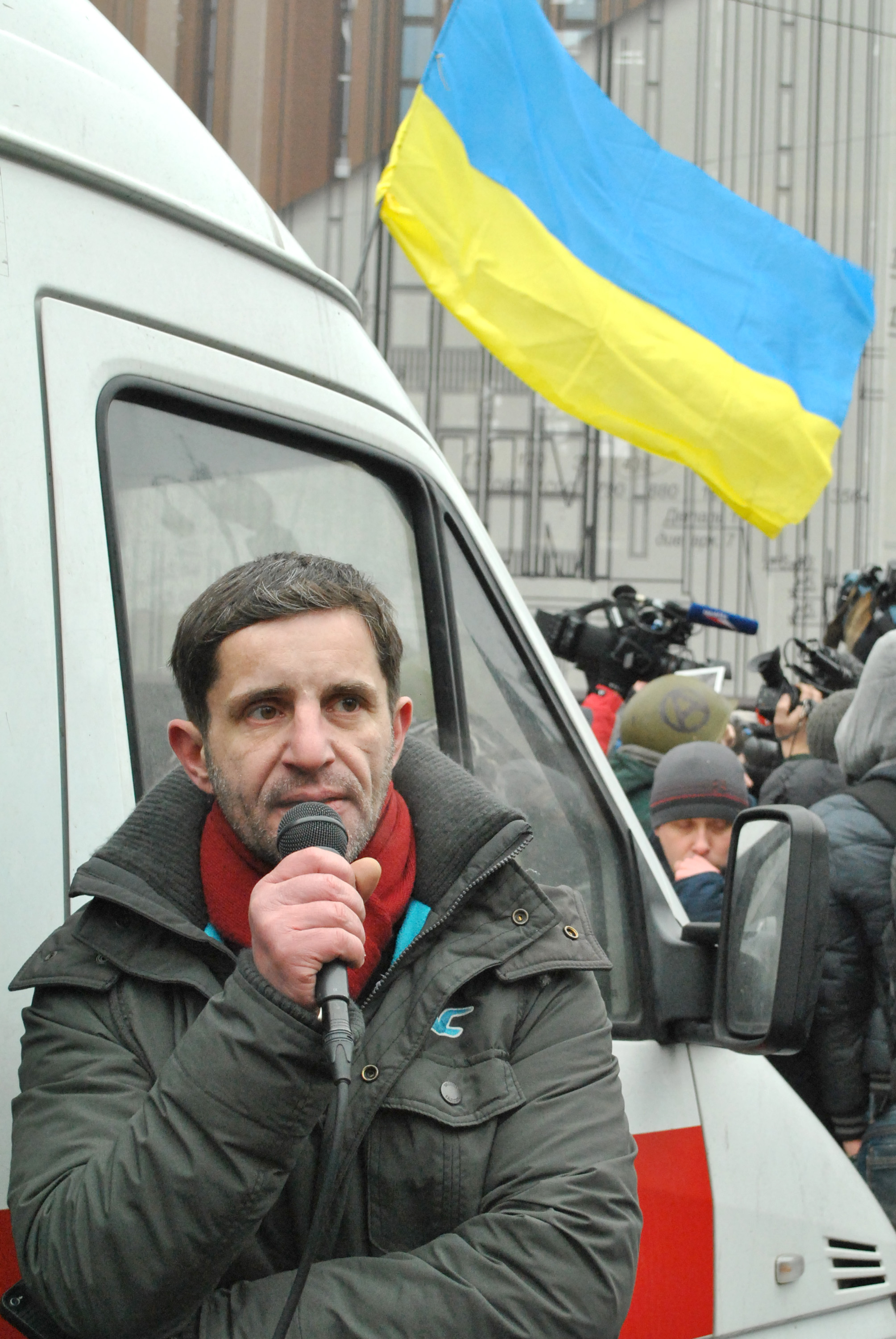
Шкиряк на киевском Крещатике в ходе Евромайдана

В 2013—2014 годах — активный участник Евромайдана, член совета Всеукраинского объединения «Майдан».
30 марта 2014 года Шкиряк подал документы в ЦИК Украины на регистрацию кандидатом в президенты Украины.

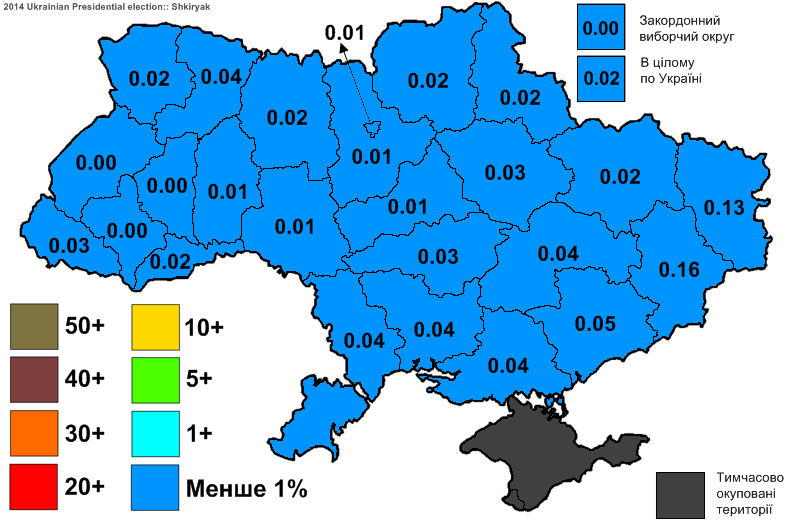
Результаты Шкиряка на выборах Президента Украины

10 мая 2014 года снял свою кандидатуру, однако его фамилия была в избирательном бюллетене, и за него на президентских выборах проголосовали 0,02 % украинцев.
12 июня глава МВД Украины Арсен Аваков назначил Шкиряка своим советником. В сферу его компетенции вошла организация безопасного вывоза людей с территории Донецкой и Луганской областей, где шли вооружённые столкновения между ВСУ и ДНР, ЛНР.
2 октября в рамках внеочередных парламентских выборов снял свою кандидатуру в мажоритарном избирательном округе № 217 в пользу ультраправого командира добровольческого батальона «Азов» Андрея Билецкого, также решив стать его доверенным лицом. Также Шкиряк призвал кандидатов от БПП, ВО «Батькивщина» и Радикальной партии Олега Ляшко объединиться в округах вокруг единого кандидата, чтобы не дать пройти в Верховную раду представителям режима Януковича.

#### Руководство ГСЧС Украины
25 марта 2015 года решением Кабинета Министров Украины был назначен на должность исполняющего обязанности руководителя Госслужбы по чрезвычайным ситуациям в связи с арестом руководства этого ведомства. После своего назначения сообщил о грядущей реформе ведомства, которое впредь должно функционировать на принципах «Евромайдана». За 26 марта, по собственным словам, подписал более 300 представлений по люстрации, также планируется организовать открытый тендер на закупку пожарно-спасательной техники в онлайн режиме и закончить разработку спасательной службы «112» для МВД.
Утром 25 апреля 2015 года в Непале произошло землетрясение магнитудой 7,9, а затем — серия афтершоков. 30 апреля украинский МИД сообщил о пребывании на территории азиатской страны 196 граждан Украины. В тот же день из Дели в Катманду для эвакуации ГСЧС назначил для вылета самолёт Минобороны Ил-76, но вскоре выяснилось, что у него нет разрешения на посадку вплоть до 3 мая. Зорян Шкиряк сообщил, что этот срок удалось сократить, и разрешение на посадку было получено на утро 2 мая, однако в столице Индии самолёт сломался и вылететь в нужное время не сумел, ожидая из Киева детали для ремонта. После доставки насоса-регулятора Ил-76 не удалось завести, и Шкиряк вместе с группой спасателей и журналистов отправился в Непал на обычном рейсовом самолёте. В итоге миссии удалось взять на борт 76 украинцев и 11 иностранных граждан. На обратном пути в Дели у самолёта лопнуло шасси. В Киев самолёт вернулся 7 мая.
Чиновник подвергся резкой критике общественности за то, что покинул Украину в тот момент, когда в зоне Чернобыля продолжалось тушение пожара. Кроме того, сама организация эвакуации была плохо продуманной: спасательная операция заняла восемь суток вместо полутора дней, при этом стоянка самолёта в аэропорту Дели обходилась в 500 долларов в час; затраты на операцию были необоснованно высокими — поездка Шкиряка обошлась бюджету в 6 млн гривен, а использование военного самолёта, который дважды ломался, было изначально дороже рейсового воздушного судна; в ожидании ремонта пострадавшим приходилось спать на ВПП в Дели. Ещё одним объектом для критики стала гражданская жена Шкиряка инструктор по йоге Екатерина Храмова, которую он взял с собой в поездку. По словам Шкиряка, Храмова прилетела в Непал в качестве психолога-реаниматолога, поскольку «хорошо знает психологию тех, кто есть в Тибете».
По результатам работы ГСЧС и Зоряна Шкиряка в Непале украинский сегмент интернета наполнился большим количеством «фотожаб» с ироничным описанием происходившего в Азии. Главу ведомства сравнивали с «Чипом и Дэйлом, спешащим на помощь» (на музыкальную тему диснеевского мультсериала была написана песня и опубликован видеоролик со Шкиряком в главной роли) и дали ему ряд ироничных прозвищ: «Шкиряк Катмандуйский», «Зорян Непальский», «Хитрый йог».
12 мая 2015 года после скандальной эвакуации граждан Украины из Непала, пострадавшего от разрушительного землетрясения, ушёл в отставку. 14 мая она была принята кабинетом министров Украины, назначившего взамен заместителя главы ГосЧС Николая Чечёткина. После своей отставки Шкиряк возвратился на пост советника главы МВД Украины.

## Скандалы

### Драка с прохожими (2007)
В ночь на 2 августа 2007 года Зорян Шкиряк, на тот момент депутат Киевского городского совета, спровоцировал драку с тремя прохожими. В 00:40 в автомобиле Шкиряка Lexus играла громкая музыка, на что ему сделали замечание. Шкиряк, пребывавший в состоянии алкогольного опьянения, толкнул одного из прохожих, который оказался инвалидом с протезом ноги и от толчка упал на асфальт. Товарищ упавшего инвалида ударил Шкиряка в лицо, после чего депутата доставили в Киевскую городскую клиническую больницу № 12 для оказания помощи.

### Обвинение канала «Интер» в самоподжоге
4 сентября 2016 года в эфире телеканала «112 Украина» Зорян Шкиряк обвинил сотрудников телеканала «Интер» в том, что те подожгли собственный офис. Ранее в Киеве 15 человек в балаклавах попытались захватить и поджечь студию «Интера». По словам директора «Национальных информационных систем» Александра Пилипца, неизвестные в масках прорвались через пост охраны, распылили в здании несколько порошковых огнетушителей, подожгли студию и скрылись. Шкиряк не исключил версию самоподжога:

Я не исключаю, что это была провокация, которую сами сотрудники «Интера» организовали. Любая версия будет рассматриваться.— 

### Окурок на пожарных учениях
Значительный резонанс в соцсетях и СМИ вызвал видеоролик с Зоряном Шкиряком, который приехал на пожарные учения на День спасателя. Докурив сигарету, бывший глава ГСЧС кинул окурок в сухую траву. Это заметил один из охранников, который поднял окурок и выбросил его за ограду. Видеооператор напомнил зрителям, что главная причина возникновения пожара — это неосторожное обращение с огнём.

## Награды
- Наградное оружие — пистолеты «Форт-17-05» (20 мая 2014)[34], «Glock 26», автомат АКС-74[35][36][37].

## Доходы
Согласно декларации, за 2013 год Зорян Шкиряк не заработал ни одной гривны, а доход его семьи составил 75 тыс. гривен. При этом Шкиряк сумел внести залог в 2,5 млн гривен для участия в президентских выборах 2014 года. Источник этих денег неизвестен. Сам кандидат объяснил, что собрать деньги на выборы ему помогли друзья.
В марте 2016 года на вопрос о том, на какие средства живёт советник Авакова, два года предоставлявший пустые декларации, Зорян Шкиряк обозвал журналиста «тварью, негодяем, подонком» и обвинил его в сепаратизме.
Позже во исполнение закона Шкиряк всё же опубликовал данные своей декларации. В 2015 году он заработал 1,149 млн гривен. Заработная плата составила 193,28 тыс. гривен. У него имелась квартира площадью 117 м² и внедорожник Mitsubishi Pajero 2008 года выпуска.

## Семья
Воспитывает двух дочерей — Зореславу-Марию и Христину-Софию.
Фактическая жена — Екатерина Храмова.
Мать — Зореслава Антоновна, доктор медицинских наук.